# Sabine Herbst
Sabine Herbst-Klenz (Leipzig, 27 juni 1974) is een gewezen internationaal topzwemster uit Duitsland op de vlinder- en de wisselslag. Ze vertegenwoordigde haar vaderland tweemaal op rij bij de Olympische Spelen, te beginnen in 1996 (Atlanta). 
Haar vier jaar jongere broer Stefan was ook actief op het hoogste niveau als zwemmer. Hetzelfde geldt voor hun beide ouders, Eva Wittke en Jochen Herbst. Haar moeder fungeerde jarenlang als haar trainer. Herbst won haar eerste en enige internationale titel in 1996 bij de EK kortebaan in Rostock, waar ze de snelste was op de 400 meter wisselslag.